# Marchesato de El Carpio
Il Marchesato di El Carpio è un titolo nobiliare spagnolo appartenente alla Corona di Castiglia che insiste sul territorio dell'omonimo municipio andaluso di El Carpio nella provincia di Cordova.

## Storia del titolo
Il titolo venne concesso per la prima volta il 20 ottobre del 1559 da Filippo II di Spagna a Diego López de Haro y Sotomayor, già signore di El Carpio, Lobrín e Sorbes ad Almería.
Dal 10 maggio del 1640 Felipe IV gli conferì il Grandato di Spagna mentre era in reggenza Diego López de Haro Sotomayor y Guzmán, V marchese de El Carpio e I Contea di Morente. Il titolo di Marchese di El Carpio diede origine e nome alla Casa del Carpio.

## Il titolo oggi
il titolo è stato posseduto da Cayetana Fitz-James Stuart, diciottesima duchessa d'Alba, figlia di Jacobo Fitz-James Stuart y Falcó, fino alla morte avvenuta il 20 novembre 2014.

## Marchesi de El Carpio
- Luis de Haro,
- Gaspar Méndez de Haro, VII Marchese